# Prefektura XXXII
Prefektura XXXII (wł. Prefettura  XXXII) – rzymskokatolicki dekanat diecezji rzymskiej we Włoszech. W jej skład wchodzi 9 parafii. Wszystkie one mieszczą się w Rzymie.
Prefektura graniczy z Watykanem.

## Parafie prefektury
- parafia św. Joachima na Prati
- parafia św. Józefa na Trionfale
- parafia św. Łucji
- parafia Najświętszej Maryi Panny Różańcowej na Prati
- parafia św. Maryi delle Grazie al Trionfale
- parafia Najświętszej Maryi Panny na Traspontinie
- parafia Najświętszej Maryi Panny Królowej Apostołów
- parafia Najświętszego Serca Chrystusa Króla
- parafia Najświętszego Serca Pana Jezusa

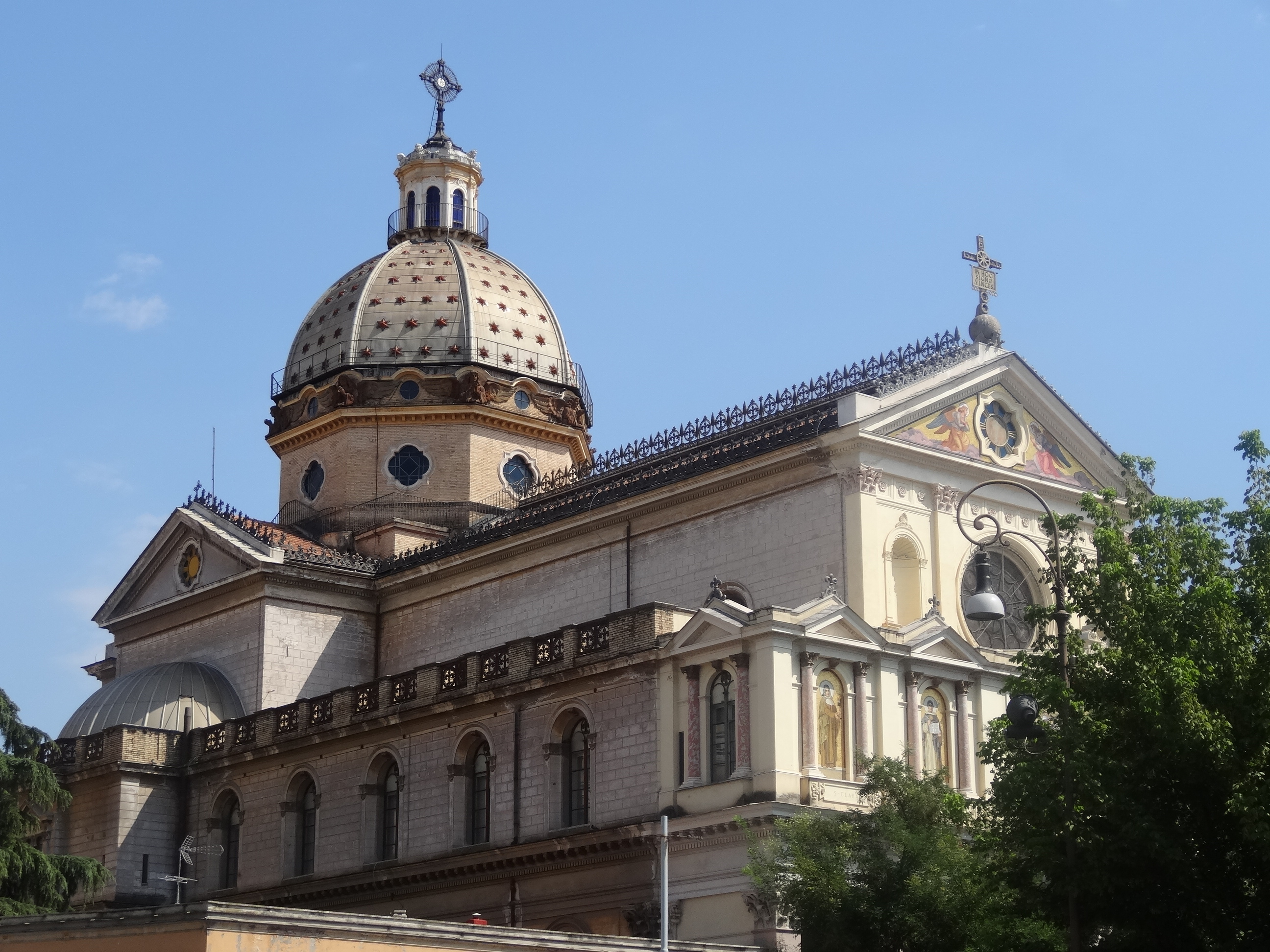
Kościół św. Joachima na Prati
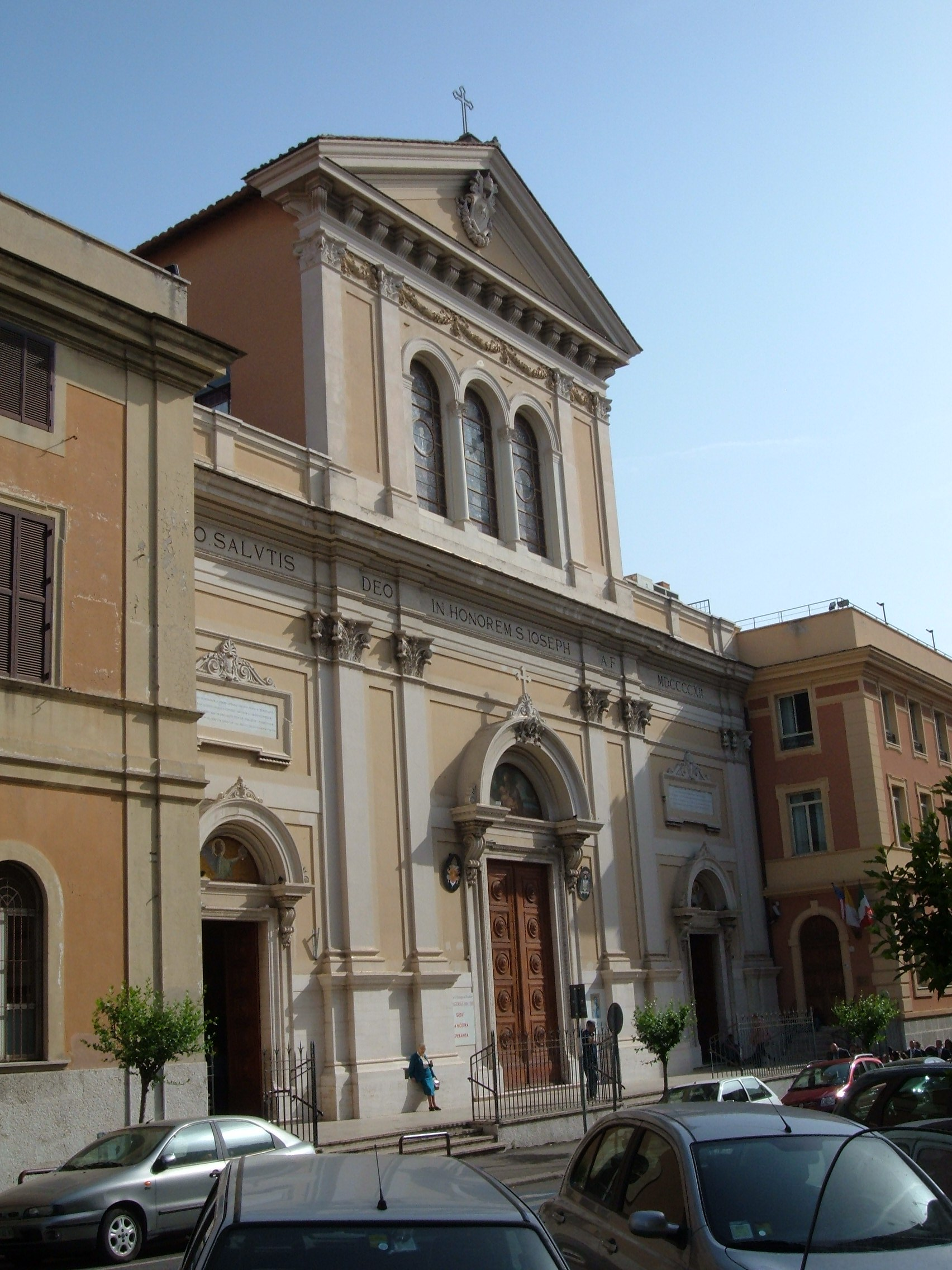
Bazylika św. Józefa na Trionfale
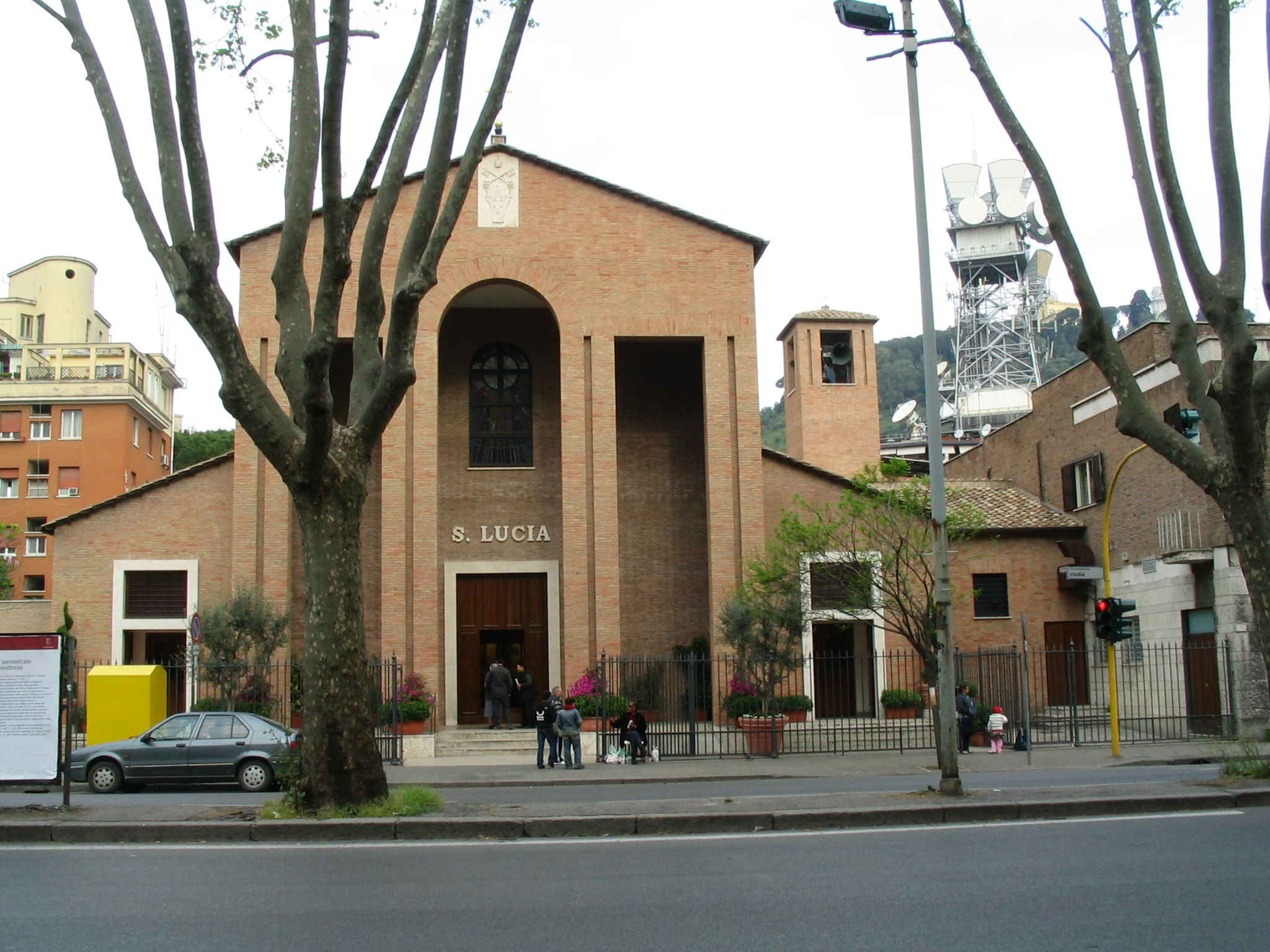
Kościół św. Łucji
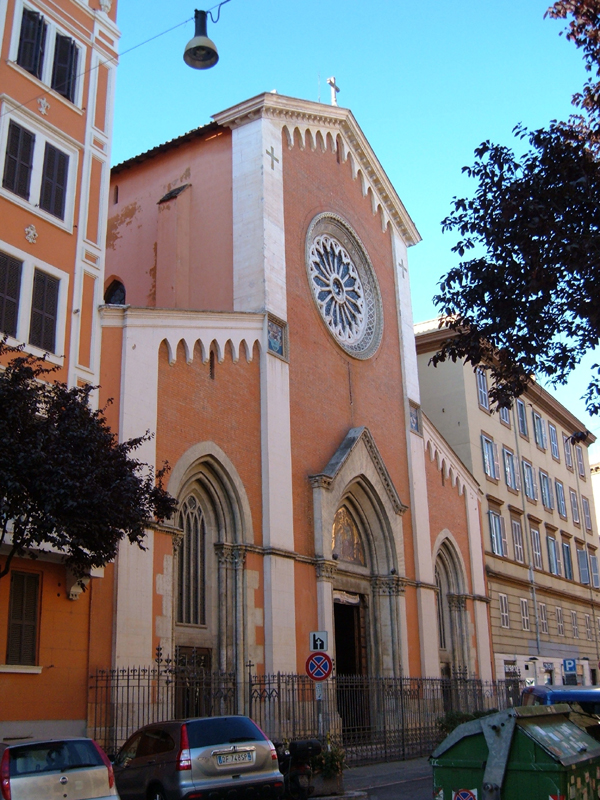
Kościół Najświętszej Maryi Panny Różańcowej na Prati
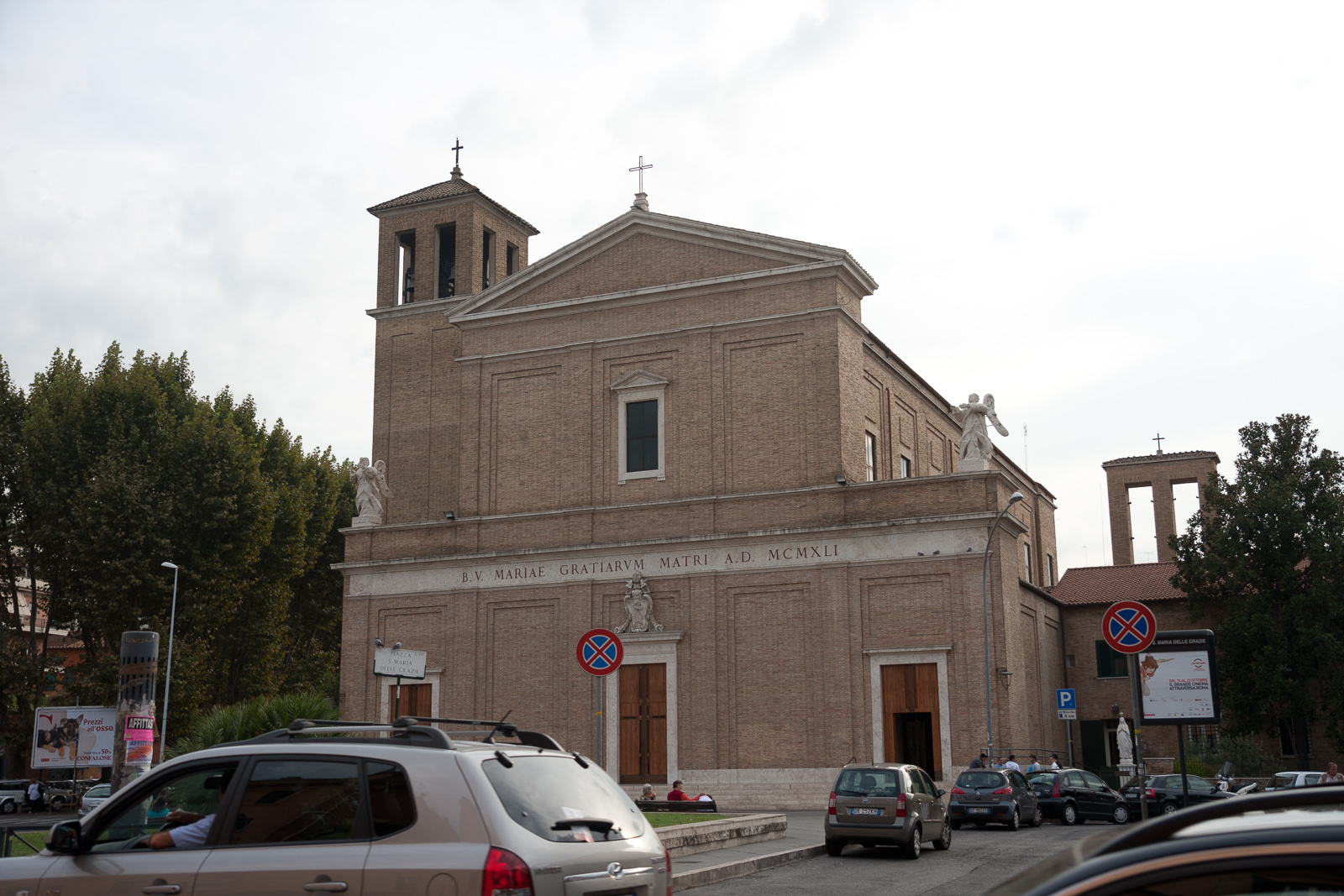
Kościół św. Maryi delle Grazie al Trionfale
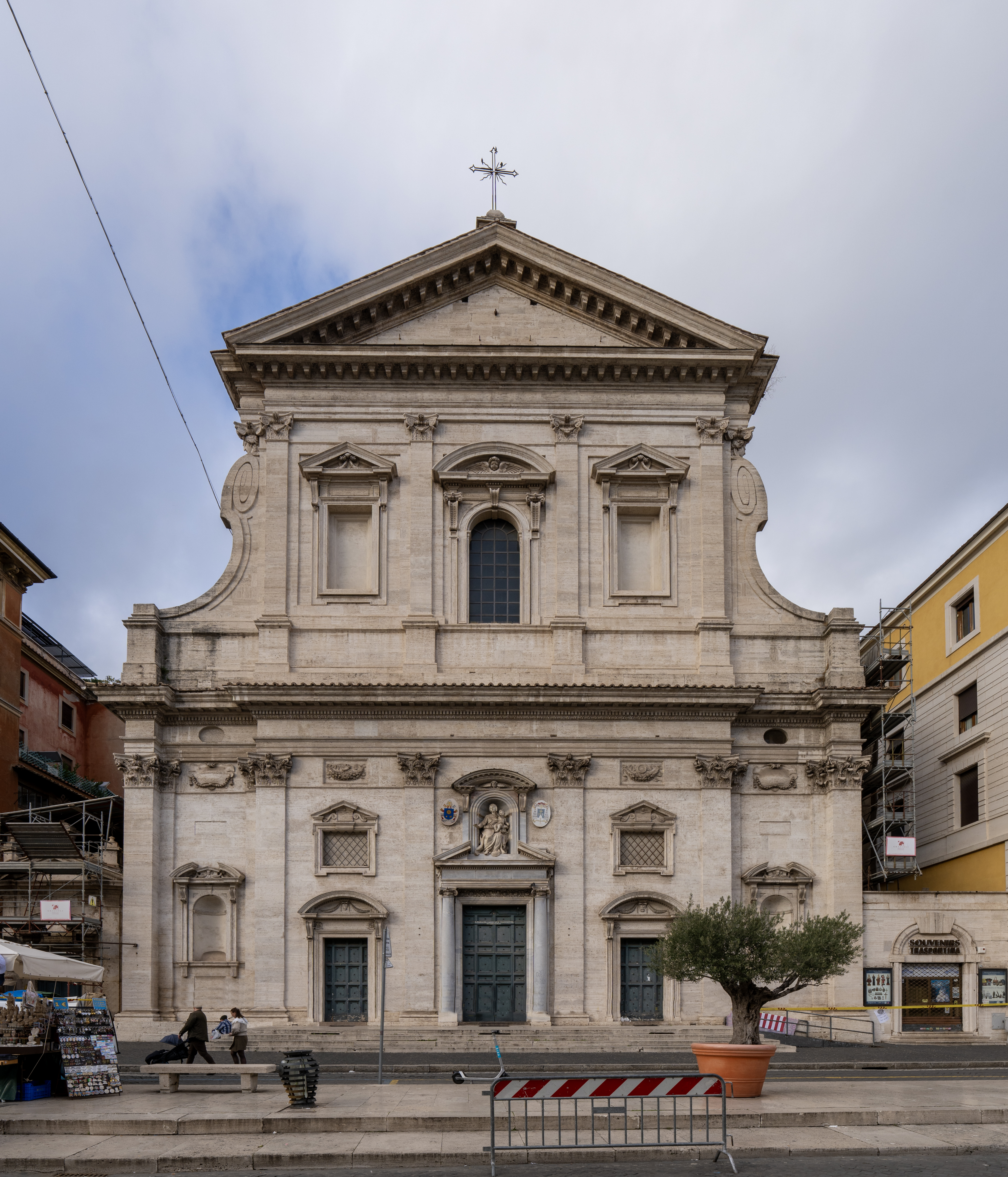
Kościół Najświętszej Maryi Panny na Traspontinie
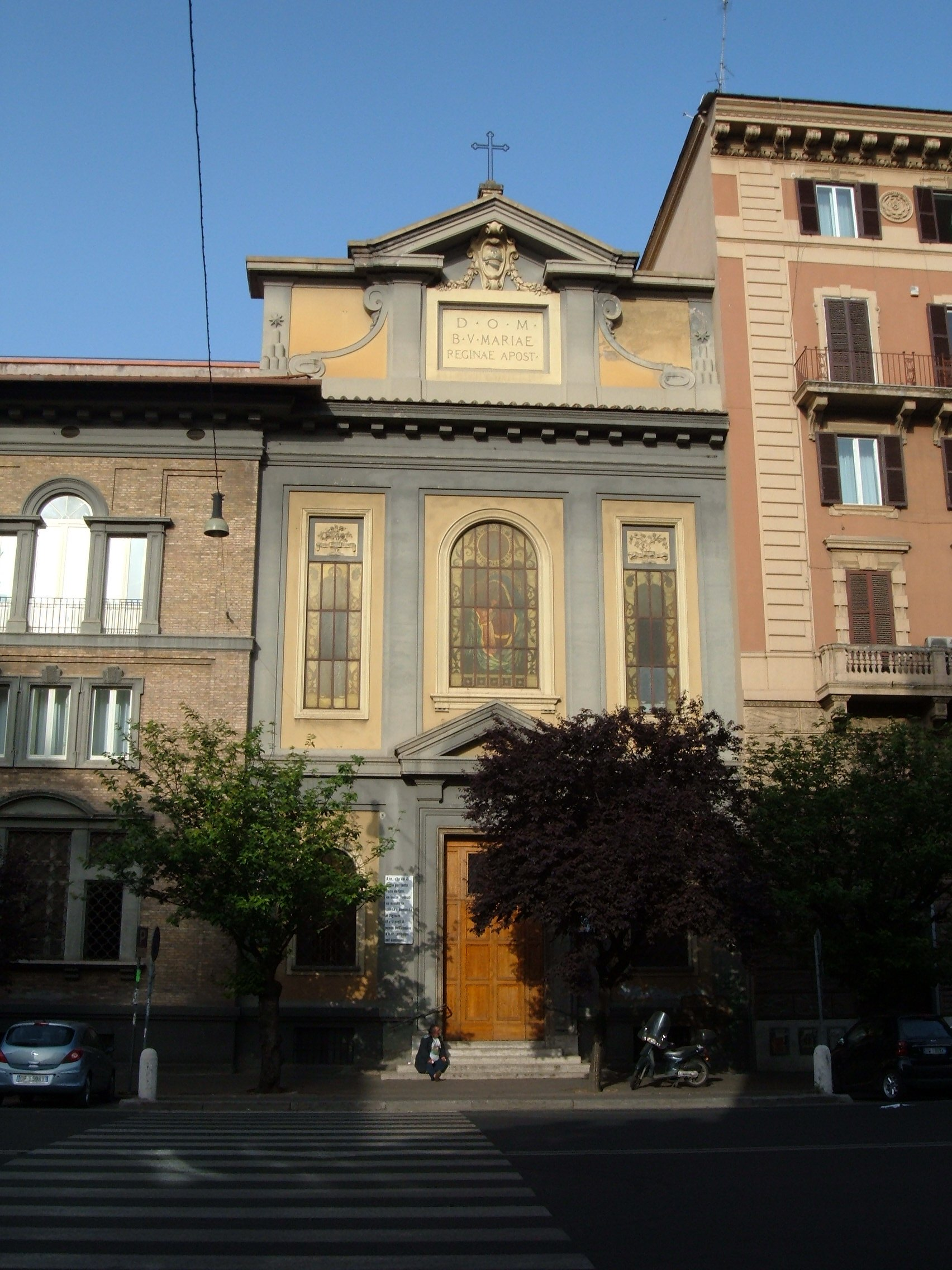
Kościół Najświętszej Maryi Panny Królowej Apostołów
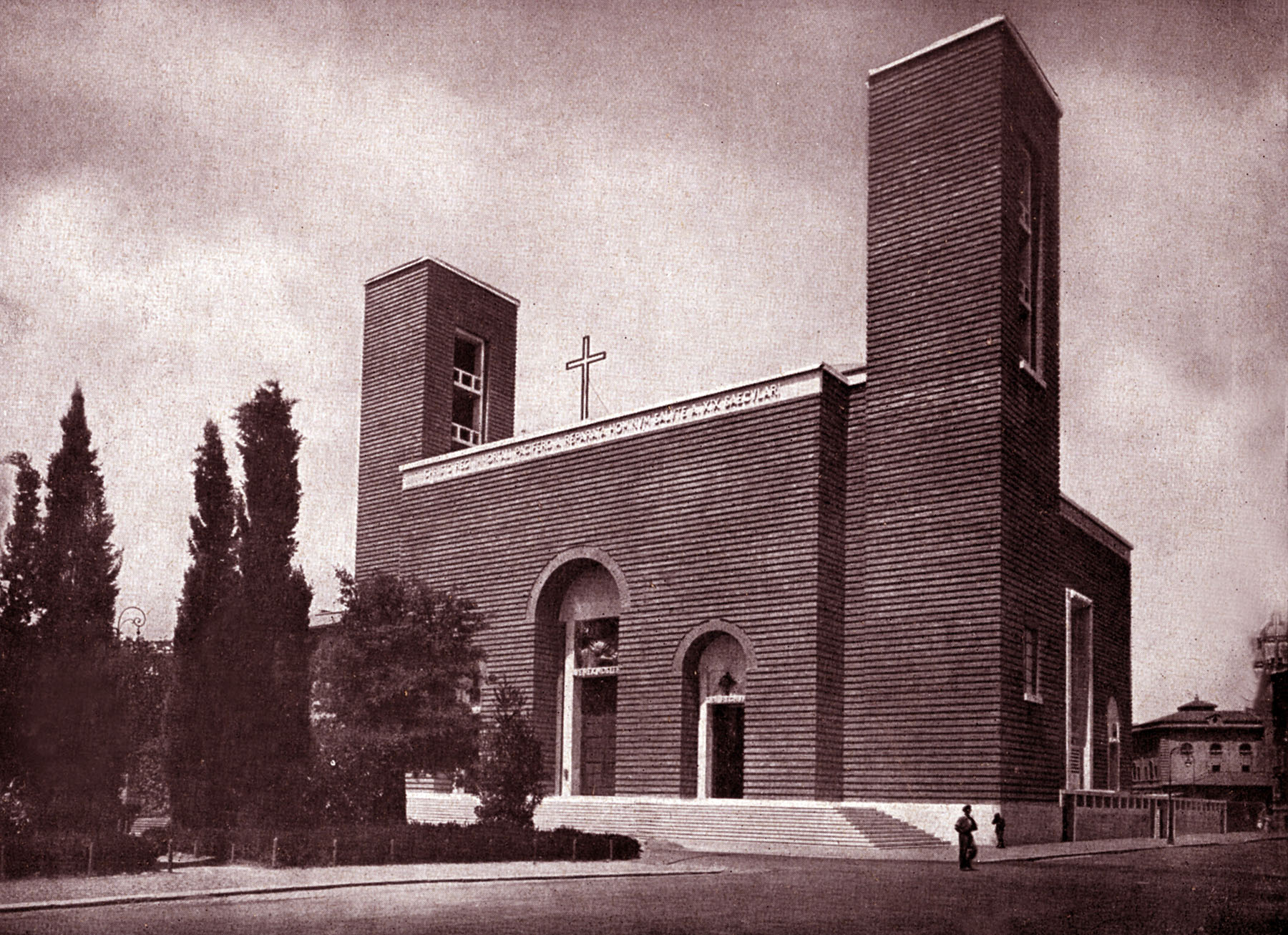
Bazylika Najświętszego Serca Chrystusa Króla
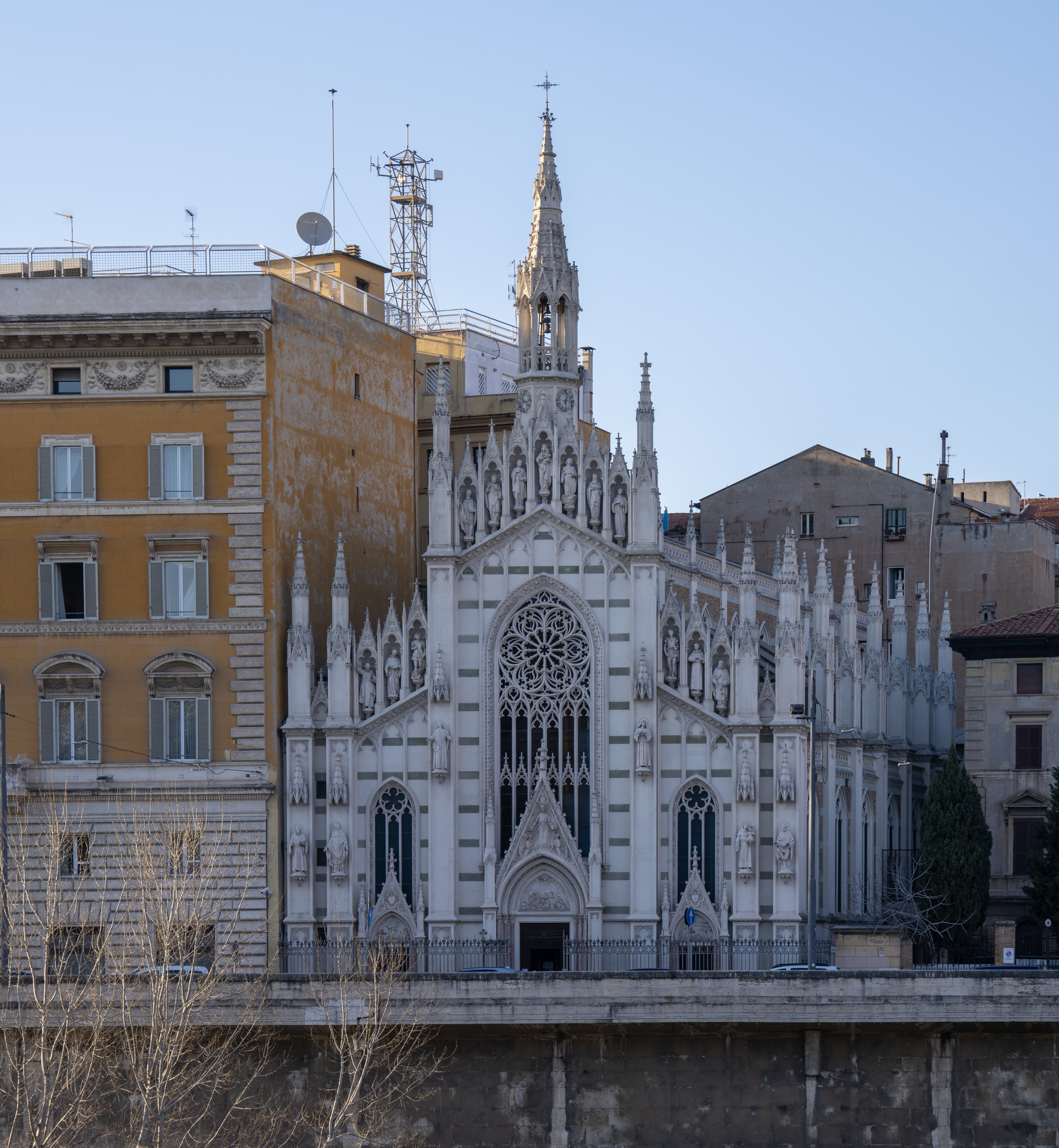
Kościół Najświętszego Serca Pana Jezusa